# Eunice (Néréide)
Pour les articles homonymes, voir Eunice.
Dans la mythologie grecque, Eunice (en grec ancien Εὐνίκη / Euníkê) est une Néréide, fille de Nérée et de Doris, citée par Apollodore et Hésiode dans leurs listes de Néréides. 

## Fonctions
Eunice est la Néréide de "belle victoire" dans le sens maritime.

## Famille
Ses parents sont le dieu marin primitif Nérée, surnommé le vieillard de la mer, et l'océanide Doris. Elle est l'une de leur multiples filles, les Néréides, généralement au nombre de cinquante, et a un unique frère, Néritès. Pontos (le Flot) et Gaïa (la Terre) sont ses grands-parents paternels, Océan et Téthys ses grands-parents maternels.

## Évocation moderne

### Musique
- Elle est citée comme « la blonde Eunice » dans la chanson, J'ai croisé les Néréides du groupe breton Tri Yann, dans son album Abysses (2007).